# Tympanocryptis cephalus
Tympanocryptis cephalus — вид ігуаноподібних ящірок родини агамових (Agamidae). Ендемік Австралії.

## Поширення і екологія
Tympanocryptis cephalus мешкають на узбережжі Пілбари у Західній Австралії, в околицях Робурна і Каррата. Вони живуть на луках, що ростуть на червоних глинистих ґрунтах.